# 6620 Peregrina
6620 Peregrina eller 1973 UC är en asteroid i huvudbältet som upptäcktes den 25 oktober 1973 av den Schweiziska astronomen Paul Wild vid Observatorium Zimmerwald. Den är uppkallad efter Pilgrim.
Asteroiden har en diameter på ungefär 8 kilometer.